# جامعة مقاطعة بابوا
جامعة مقاطعة بابوا (بالإنجليزية: State University of Papua)‏ هي منطقة سكنية تقع في إندونيسيا في .